# کو سونگ هیون
کو سونگ هیون (انگلیسی: Ko Sung-hyun؛ زادهٔ ۲۱ مهٔ ۱۹۸۷) بدمینتون‌باز اهل کره جنوبی است.